# Parada de Salburua
Salburua es una parada de la línea Ibaiondo - Salburua del tranvía de Vitoria, explotado por Euskotren Tranbia. Fue inaugurada el 11 de abril de 2023 junto a las paradas de Santa Luzia, Iliada, Nikosia y La Unión.
El tranvía da servicio a un barrio con una población actual de unas 20000 personas y que se encuentra en crecimiento.

## Localización
La parada se encuentra ubicada en la mitad de la Avenida 8 de Marzo, antigua Avenida Juan Carlos I.
En un principio el tranvía iba a terminar junto a las letras de Salburua, que dan entrada al parque del Anillo Verde entre las calles Bulevar de Salburua y Avenida 8 de Marzo; aún que tras una ligera modificación del proyecto la parada final se ubicó en el emplazamiento actual.
Con el proyecto de ampliación del tranvía a Zabalgana, será necesario construir unas nuevas cocheras que alberguen las nuevas unidades del tranvía que prestarán servicio; dichas cocheras se ubicarán en el vecino concejo de Betoño, entre el polígono y el campo de fútbol y frente a los humedales de Salburua. Con la construcción de dichas instalaciones, el tranvía tendrá que estirar sus vías desde la parada de Salburua y ubicará una nueva estación en el entorno de la calle Cuenca del Deba antes de llegar a las nuevas instalaciones.
Una vez que la nueva ampliación entre en servicio, el tranvía tendrá un total de 5 paradas en el barrio de Salburua.